# Jessy Ares
Jessy Bruce Triplett-Arestirado (Augsburgo, Alemania, 2 de agosto de 1980), más conocido como Jessy Ares y en ocasiones como Arestirado, es un actor pornográfico, modelo y cantante germano-estadounidense.

## Biografía
En 2005, participó en un programa de televisión alemán ProSieben, Die Abschlussklasse. Quiso abrirse paso como cantante participó en el programa Deutschland sucht den Superstar en 2007. En 2011, lanzó bajo el nombre de Arestirado un álbum titulado Shameless.
También ha trabajado como modelo. En 2010, fue contratado por el estudio pornográfico estadounidense Titan Media. Ha trabajado para varios de los grandes estudios de la industria.

## Discografía
- 2011 Shameless (Album, Enhanced CD)
- 2013 Remix Collection (EP)
- 2013 Pornpop (EP)
- 2015 Tu Amor (Single)

## Filmografía
- 2011: Consiente de Brian Mills, con Alession Romero (Titán Media)
- 2011: Impulse de Brian Mills, con Adam Killian, Dario Beck (Titán Media)
- 2011: Incubus 1 de François Sagat y Brian Mills (Titán Media)
- 2012: Awake, con Adam Killian, Trenton Ducati (Lucas Entertainment)
- 2012: Madrid Sexy (Falcon Entertainment)
- 2012: The Woods 2, con Jesse Santana, Paddy O'Brian, Landon Conrad (Raging Stallion Studios)
- 2013: Meat Factory, de Jörg Andreas (Cazzo Película)
- 2013 : Kings of Nueva York (Lucas Entertainment)
- 2013 : Se Tap (Titán Media)
- 2013 : Original Sinners (Lucas Entertainment)
- 2014 : Chain Reaction de Joe Prenda (Titán Media)
- 2015 : Reverend Daddy (Eurocreme)
- 2015 : Gay of Thrones 2 (Men.com)
- 2017 : Ex-Maquinó (Men.com)
- 2017 : Intenso Pleasure, con Fred Faurtin (Macho Guys)

## Premios y nominaciones
- Premio XBIZ 2014: Artista gay del año.[5]
- Premios Grabby 2014: Mejor actor en pecadores originales.[6]